# АЕС Барака
АЕС Барака (араб. محطة توليد براكة) — перша і єдина атомна електростанція в ОАЕ і перша комерційна АЕС у арабському світі. Станція розташована на узбережжі Перської затоки в регіоні Аль-Гарбія емірату Абу-Дабі, за 250 км від Абу-Дабі.
АЕС будується за американським проектом, аналогічним проекту найбільшої АЕС США – Пало Верде, побудованої ще в 1976 році. Проект був доопрацьований з урахуванням сучасних вимог щодо безпеки та захищеності і адаптований до місцевих умов (піщані бурі, більш висока температура води в Перській затоці, ніж у Жовтому і Японських морях біля берегів Південної Кореї).
Реактори відносяться до третього покоління. Первісна вартість проекту становила 20 млрд. доларів, пізніше Блумберг назвав суму в 25 млрд.. Слід зазначити, що така невелика сума (якщо зіставляти потужність і вартість з ВВЕР-1200) обумовлена в тому числі за рахунок економії на будівництві пастки розплаву, сюди слід додати і суму, яку витратять на усунення тріщин в бетоні.

## Історія
У квітні 2008 року уряд ОАЕ оголосив про свою зацікавленість у використанні ядерної енергії як додаткове джерело для задоволення зростаючих потреб країни в електроенергії.
У грудні 2009 року південнокорейський консорціум, очолюваний компанією Korea Electric Power Corp, був названий переможцем у міжнародному тендері з вибору підрядника для створення чотирьох енергоблоків в ОАЕ. Чотири реактора PWR APR-1400 потужністю 1400 МВт кожен, передбачається побудувати до 2020 року. Термін експлуатації кожного об'єкта визначений у 60 років.
Будівництво почалося 18 липня 2012 року. 
На квітень 2016 року загальна ступінь готовності станції перевищувала 62%. Готовність першого блоку перевищувала 85%, готовність другого блоку становила 67%, третього - 44%, четвертого - 27%. 
Незважаючи на високу будівельну готовність, пуск першого енергоблоку був перенесений на кінець 2019 року або на початок 2020 року. Можливою причиною могли бути виявлені проблеми з бетоном на блоках споруджуваної АЕС. Президент корейської компанії KEPCO, яка веде будівництво АЕС, Кім Чен Гап повідомив, що будівництво зупинено через виявлення тріщин у бетоні.
На початку грудня 2018 року еміратська корпорація ENEC визнала наявність пустот в блоці № 3 і невеликі порожнечі в блоці № 2.
У лютому 2020 року федеральне агентство ОАЕ з регулювання атомної діяльності видало ліцензію на запуск першого блоку атомної станції Барака. Про це повідомив постійний представник ОАЕ в МАГАТЕ і заступник голови ради директорів агентства Хамад Аль Каабі.

Перший з чотирьох енергоблоків АЕС "Барака" було успішно запущено 1 серпня 2020 р.

## Інформація про енергоблоки
| Енергоблок | Тип реакторів | Потужність | Потужність | Початок будівництва | Фізпуск    | Підключення до мережі | Введення в експлуатацію | Закриття |
| Енергоблок | Тип реакторів | Чиста      | Брутто     | Початок будівництва | Фізпуск    | Підключення до мережі | Введення в експлуатацію | Закриття |
| ---------- | ------------- | ---------- | ---------- | ------------------- | ---------- | --------------------- | ----------------------- | -------- |
| Барака-1   | PWR, APR-1400 | 1345 МВт   | 1400 МВт   | 19.07.2012          | 01.08.2020 | —                     | —                       | —        |
| Барака-2   | PWR, APR-1400 | 1345 МВт   | 1400 МВт   | 29.05.2013          | —          | —                     | —                       | —        |
| Барака-3   | PWR, APR-1400 | 1345 МВт   | 1400 МВт   | 24.09.2014          | —          | —                     | —                       | —        |
| Барака-4   | PWR, APR-1400 | 1345 МВт   | 1400 МВт   | 30.07.2015          | —          | —                     | —                       | —        |